# 近藤久美子
近藤 久美子（こんどう くみこ、1971年4月3日 - ）は、鹿児島読売テレビの社員・元アナウンサー（責任者）。鹿児島県鹿児島市出身。

## 来歴・人物
鹿児島純心女子高等学校、聖心女子大学文学部を卒業後、1994年鹿児島読売テレビの開局とともに入社した。同期入社に糸永直美（現・広島テレビアナウンサー）、蛭川雄二（入社当時は営業局）、今井智久、長島崇彦、下川文子がいる。
大学時代の研究テーマは遠藤周作。出身中学鹿児島市立天保山中学校では女優の稲森いずみと同級生である。
妹は鹿児島放送社員。

## 担当番組
- 局名告知 ナレーション（オープニング・クロージングの両方、アナウンサー時代に収録したもの。アナログ放送時代の局名告知も担当）
- かごしまソロ活 ナレーション
- かごピタ （広報担当・番組出演は無し）

## 担当番組（過去）
- KYTニュース
- ズームイン!!SUPER　初代鹿児島担当キャスター
- ズームイン!!朝!　KYT4代目鹿児島担当キャスター
- KYTニュースプラス1（2001年9月まで）
- KYTニュースリアルタイム（キャスター、2007年10月1日 - 2009年10月2日・同年10月5日以降は取材、リポーター）